# Pike (New York)
Pour les articles homonymes, voir Pike.
Pike est une ville du comté de Wyoming, dans l'État de New York, aux États-Unis,. En 2010, elle compte une population de 1 114 habitants.

## Démographie
Lors du recensement de 2010, la ville comptait une population de 1 114 habitants, tandis qu'en 2016, elle est estimée à 1 072 habitants.